# Halowe Mistrzostwa Europy w Lekkoatletyce 1971 – pchnięcie kulą mężczyzn
Pchnięcie kulą mężczyzn – jedna z konkurencji technicznych rozgrywanych podczas halowych lekkoatletycznych mistrzostw Europy w hali Festiwalna w Sofii. Rozegrano od razu finał 13 marca 1971. Zwyciężył reprezentant Niemieckiej Republiki Demokratycznej Hartmut Briesenick, który tym samym obronił tytuł zdobyty na poprzednich mistrzostwach.

## Rezultaty
Rozegrano od razu finał, w którym wzięło udział 15 miotaczy.

Opracowano na podstawie materiału źródłowego.
| Poz. | Zawodnik                 | Reprezentacja   | Próby | Próby | Próby | Próby | Próby | Próby | Wynik |
| Poz. | Zawodnik                 | Reprezentacja   | 1     | 2     | 3     | 4     | 5     | 6     | Wynik |
| ---- | ------------------------ | --------------- | ----- | ----- | ----- | ----- | ----- | ----- | ----- |
| 01 ! | Hartmut Briesenick       | NRD             | 19,30 | 19,19 | 19,97 | 20,12 | 20,19 | x     | 20,19 |
| 02 ! | Walerij Wojkin           | ZSRR            | 19,48 | 19,00 | 19,30 | 19,54 | 19,29 | 19,06 | 19,54 |
| 03 ! | Rickard Bruch            | Szwecja         | 19,50 | x     | 19,12 | x     | x     | x     | 19,50 |
| 4.   | Władysław Komar          | Polska          | 19,43 | 18,92 | x     | x     | x     | x     | 19,43 |
| 5.   | Heinz-Joachim Rothenburg | NRD             | 18,87 | 18,86 | 19,19 | x     | 19,10 | 19,32 | 19,32 |
| 6.   | Ralf Reichenbach         | RFN             | 18,65 | 17,98 | x     | 18,17 | 18,48 | x     | 18,65 |
| 7.   | Pierre Colnard           | Francja         | 18,57 | 16,80 | x     | x     | x     | x     | 18,57 |
| 8.   | Seppo Simola             | Finlandia       | 17,69 | 17,83 | 18,19 | 18,00 | 17,92 | 17,98 | 18,19 |
| 9.   | Tadeusz Sadza            | Polska          | 17,60 | 18,01 | 18,13 |       |       |       | 18,13 |
| 10.  | Geoff Capes              | Wielka Brytania | 17,58 | x     | 17,84 |       |       |       | 17,84 |
| 11.  | Jaroslav Brabec          | Czechosłowacja  | 17,52 | 17,82 | x     |       |       |       | 17,82 |
| 12.  | Wyłczo Stoew             | Bułgaria        | 17,80 | 17,73 | x     |       |       |       | 17,80 |
| 13.  | Arnjolt Beer             | Francja         | 16,60 | 17,00 | 17,24 |       |       |       | 17,24 |
| 14.  | Yves Brouzet             | Francja         | x     | 17,12 | x     |       |       |       | 17,12 |
| 15.  | Adrian Gagea             | Rumunia         | x     | 16,60 | x     |       |       |       | 16,60 |